# Piobetta
Piobetta es una comuna y población de Francia, en la región de Córcega, departamento de Alta Córcega.
Su población en el censo de 1999 era de 30 habitantes.

## Demografía
| 43 | 70 | 60 | 56 | 40 | 30 |
| Para los censos de 1962 a 1999 la población legal corresponde a la población sin duplicidades (Fuente: INSEE [Consultar]) |    |    |    |    |    |

- Datos: Q271490
- Multimedia: Piobetta / Q271490

1. ↑  Worldpostalcodes.org, código postal n.º 20234.
2. ↑  INSEE, Datos de población para el año 2012 de Piobetta (en francés).